# Kinderschrik

Per publiek decreet uit 1746 werd bepaald dat Grýla en haar zonen niet meer gebruikt mochten worden om de IJslandse kinderen angst aan te jagen

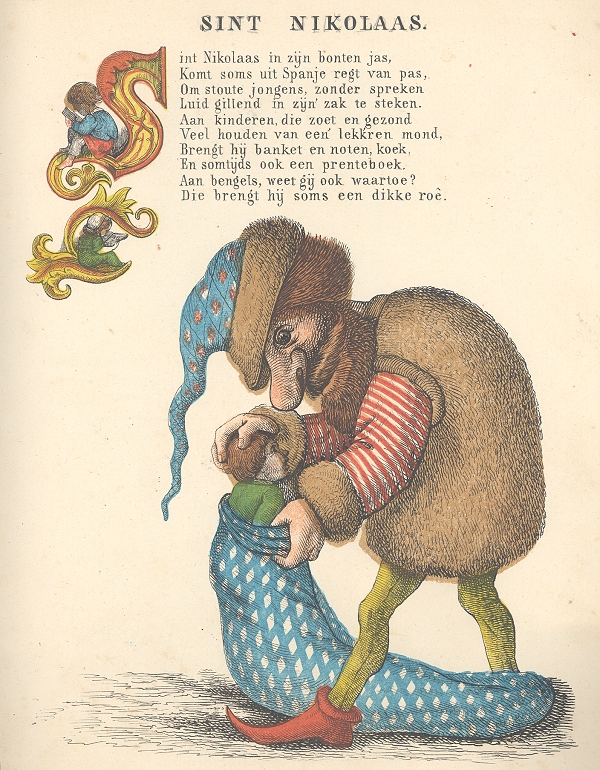
Sinterklaas steekt kinderen in zijn zak, 1854

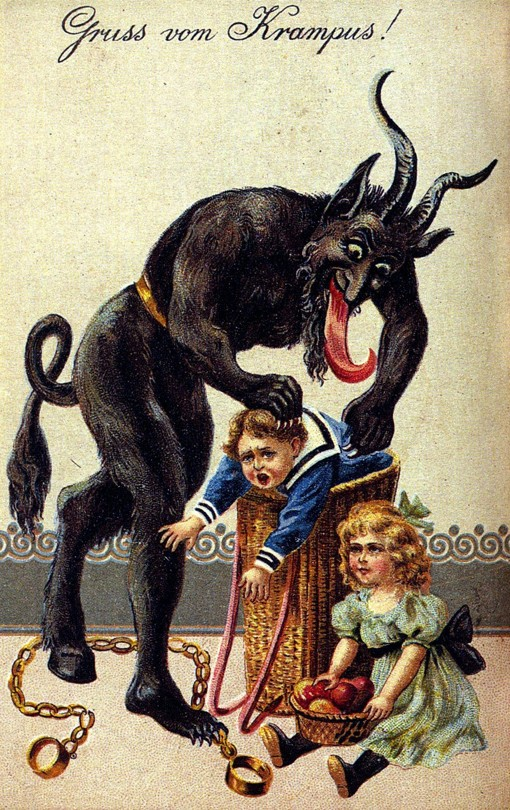
Krampus, 1900

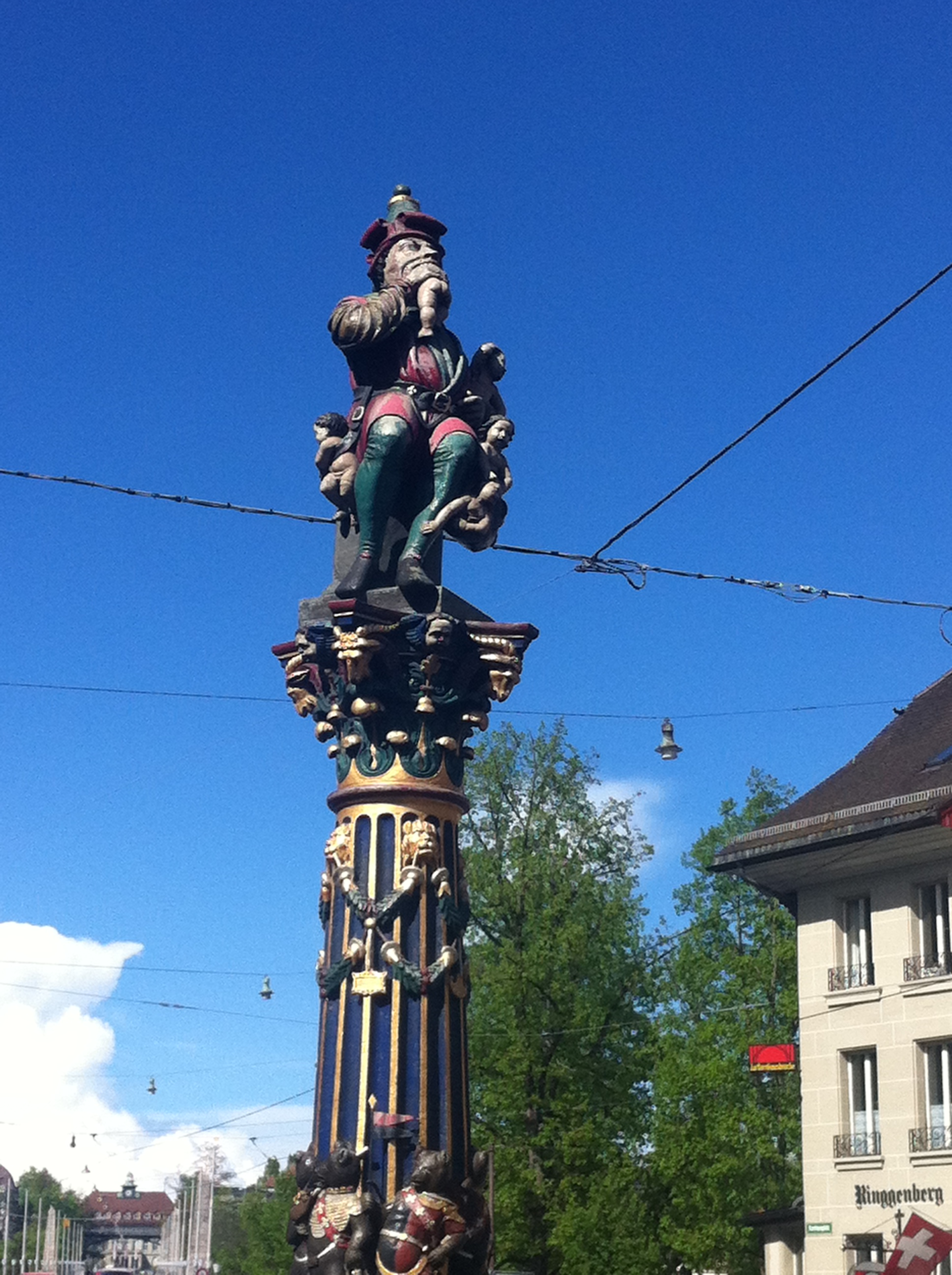
Kindlifresserbrunnen in Bern

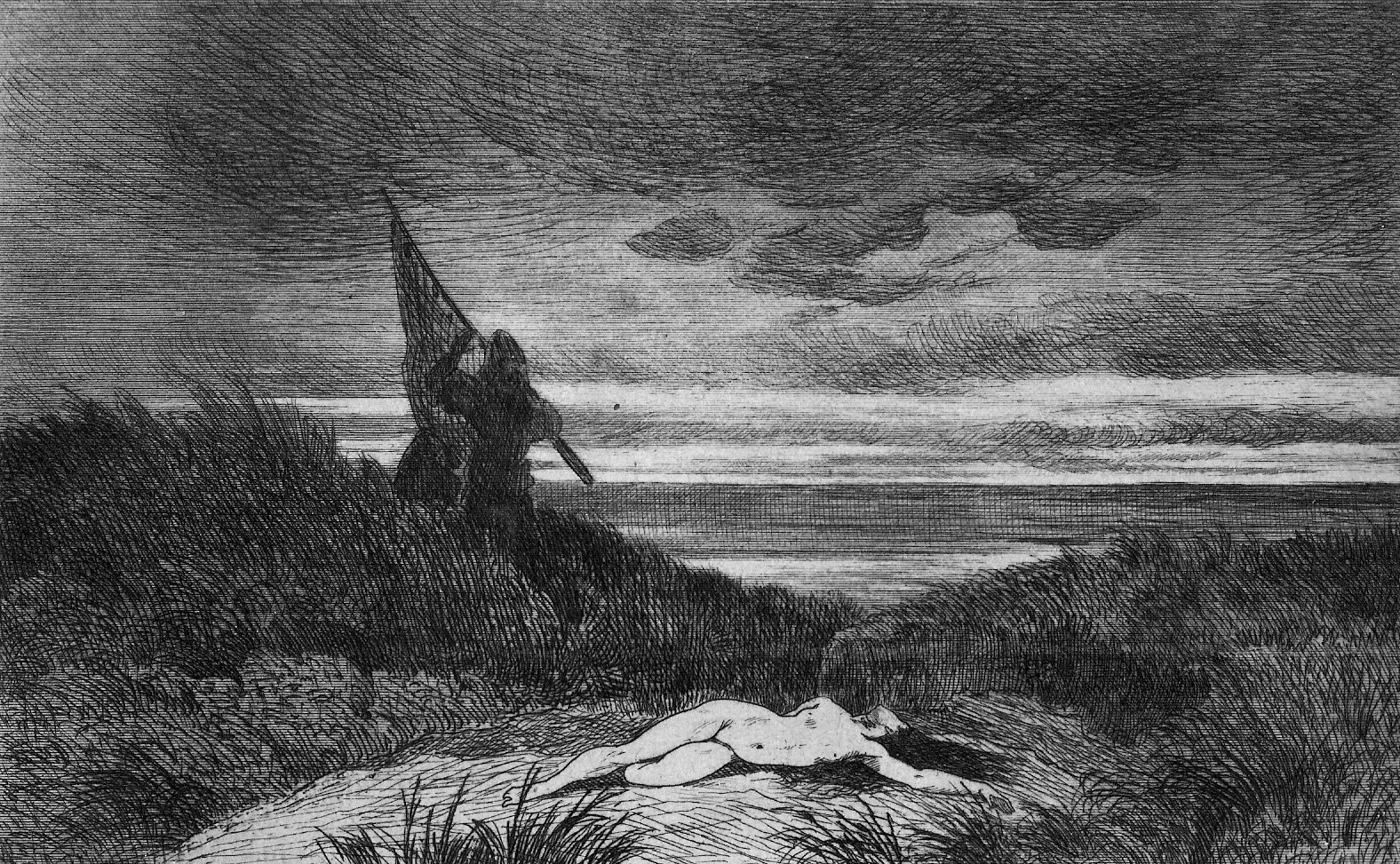
Le Werwolf, Félicien Rops

Een kinderschrik of bangmaker is een fenomeen uit de volkscultuur. De kinderschrik dient om kinderen te laten ophouden met zeuren, ze te beletten gevaarlijke of schadelijke dingen te doen, hen te waarschuwen gehoorzaam te zijn, ze op het goede pad te houden, om hen tijdig naar bed te laten gaan, of zelfs uitsluitend tot vermaak van volwassenen. De kinderschrik resulteert in een straf gedood of ontvoerd te worden door een vreselijk wezen. Bij het volgen van opgestelde regels, worden kinderen soms juist beloond.

## Volksgeloof
Vaak zijn de kinderschrikken overblijfselen van het oude volksgeloof. Oudere generaties volkskundigen namen aan dat, hoewel de Germaanse mythologie bij de invoering van het christendom naar de marge van het geloof was verdreven, zij daar eeuwenlang bleef voortleven, vooral op het platteland. Men moest 's nachts bijvoorbeeld niet te dicht in de buurt van een grenspaal met gloeiende kerels komen. Hoewel een connectie met de Germaanse godsdienst niet valt uit te sluiten, gaat men er tegenwoordig van uit dat deze tradities niet zo oud zijn.
Vanaf de achttiende eeuw nam ook daar de kracht van het toen heersende volksgeloof af en werden de voorwerpen ervan alleen nog gebruikt om kinderen bang te maken. Dit hield aan tot het midden van de twintigste eeuw, toen het als pedagogisch onverantwoord ging gelden om kinderen zo bang te maken.
Omdat de kinderschrik gerelateerd is aan volksgeloof en volksverhalen zijn volkskundigen van bijvoorbeeld het Meertens Instituut er bijzonder in geïnteresseerd. Zo verschenen aparte kaarten in de Volkskunde-atlas uit 1965 over de kinder- en waterschrik. In de Nederlandse Volksverhalenbank worden opgetekende verhalen over de kinderschrik en de verspreiding van de verhalen in Nederland getoond.. De kinderschrik komt ook voor in de op het Meertens Instituut gebaseerde roman Het Bureau van J.J. Voskuil.
Ook in andere landen zijn deze wezens bekend, zoals beschreven in het Sranantongo volksverhaal De helpende hand van Bakroe.

## Verschillende vormen
Bij de Romeinen waren maniae en maniolae (zie Mania) lelijke maskers van gebakken deeg, waarmee bakers en minnen de kinderen bang maakten.
De in de Lage Landen meest gebruikelijke kinderschrik is de boeman, die in variaties als boevent en beukèl door geheel Nederland en Vlaanderen voorkomt. Hoe hij eruitziet en wat hij doet staat niet vast, maar dat hij eng is lijkt duidelijk. Als de kinderen nog niet luisteren wordt er in veel streken eveneens gedreigd met de weerwolf.
Wie bij het water (van bijvoorbeeld een rivier, meer, put) komt moet oppassen voor de nikker of de pielepoot, die je als hij daar zin in heeft (met een haak of klauw) naar de bodem trekt. Een vrouwelijke versie uit West-Vlaanderen is "Kalle met de haak". De watergeest of kinderschrik in Overijssel heet ook wel bullebak. Denk ook aan dwaallichtjes, Kludde, Flodder en de Ossaert. In Japan is de Kappa in het water aanwezig.
Om kinderen ervan te weerhouden ver het veld in te gaan, werden kinderen bang gemaakt met de roggemoeder, korenpater, rulders en roggeventjes. Rovapke hakte vingers af van de kinderen die naar hun ouders wezen.
Soms worden kinderen niet bestraft, maar beloond door de kinderschrik. Kinderen moeten voor deze beloning wel (strenge) regels volgen, zoals voor de hulp van een beschermengel en beschermgeest. Ook Sinterklaas (met Zwarte Piet) bestraft en beloont, wie zoet is krijgt lekkers en wie stout is de roe. Zwarte Piet zou het gehele jaar naar de kinderen kijken, alle daden werden gezien. In vroeger tijden werd aan kinderen verteld dat ze werden meegenomen naar Spanje als ze stout waren geweest, iets soortgelijks komt voor bij (bijvoorbeeld) de Krampus die met zijn kettingen door de dorpen sleept. Grýla, Jólasveinar en de Kerstmiskat zijn in IJsland bekend. Brave kinderen kunnen nieuwe kleren verdienen; zonder deze nieuwe kleren worden ze echter meegenomen en opgegeten. Dat kinderen door een figuur worden meegenomen in een zak komt wereldwijd voor, zie Man met de zak.
Ook Joulupukki klopt op kerstavond op de voordeur, waarbij hij vraagt: "Zijn er hier brave kinderen?". De naam betekent letterlijk kerstbok en verwijst waarschijnlijk naar een oud Fins en Scandinavisch gebruik, waarin men zich in geitenvellen verkleedde om na kerstmis van huis tot huis te gaan om voedselresten te verzamelen. Er zijn overeenkomsten met Sunderum, waarbij verklede mannen langs deuren gaan en met verdraaide stemmen opmerkingen over gebeurtenissen in het dorp maken.
Denk ook aan de wat vriendelijkere zandman, in Nederland bekend als Klaas Vaak, die zoete kinderen mooie dromen brengt. Stoute kinderen moeten echter voor de zandman vrezen, zij krijgen nachtmerries of een bezoek van de tweelingbroer.
Wonderlijke regionale variaties zijn er te over, zoals Haantje Pik, de tenensnijder, het mannetje van de maan of zelfs de naaktloper. Ook zijn verhalen bekend over groenoog, klerre met zijn keet, het zwarte mannetje, de vuurman, de gloeiige, Glüende Gerrit, Blauwe Gerrit, Oude Rode Ogen, Lange Wapper en de boeteman.
In Duitsland zijn de Dickkeppe, de Ungetümmel en Löschpapirne Mann bekend.
In België kent men de hellewagen (een luchtgeest), deze vliegt al zwierend door de lucht en men maakt er lawaai op. Als de hellewagen door de lucht vloog, dan kwam er altijd kwaad. Om de kinderen bang te maken, werd gezegd dat de kinderen zouden worden meegegeven. Dit heeft overeenkomsten met de Wilde Jacht. Een peke was een tovenaar of een oude man. In Japan is de Yamauba een soort heks en in Korea dreigen ouders met de Dokkaebi.
Mensen zoals visleurders of voddenrapers werden vaak met de duivel geassocieerd om kinderen bang te maken. In Noord-Amerika is de apotamkin bekend.
Ook nachtdieren als de vleermuis en de uil (een heksenvogel) worden als kinderschrik gebruikt. Er bestond grote angst voor deze dieren, zoals is beschreven in het sprookje De uil.